# Rai 1
Rai 1(라이 우노)는 이탈리아의 공영 방송인 이탈리아 방송 협회(RAI)의 텔레비전 채널이다. 1954년 1월 3일에 방송을 시작하였다. 주로 방송되는 프로그램은 뉴스와 오락, 음악, 스포츠 프로그램 등이다. 메디아셋의 카날레 5와 직접적인 경쟁 관계에 있다. 2014년 5월 기준으로 16.26%의 시청률을 보유하였다.
개국 당시에는 Programma Nazionale라는 명칭이었으나, 1976년에 Rete 1 o TV1를 거쳐 1983년부터 2010년까지 Rai Uno라는 명칭을 사용하였다. 2010년부터 현재의 Rai 1란 이름으로 바뀌었다. 2013년 9월부터 Rai 1의 HD 방송을 시작하였다.
Rai 1는 주요 스포츠 경기, 특히 축구 및 포뮬러 원의 대부분 경기를 중계 방송하며, 이탈리아 축구 국가대표팀의 중요한 축구 경기 외에 FIFA 월드컵 및 UEFA 유럽 축구 선수권 대회의 경기를 중계 방송하고 있다. 2006년부터 UEFA 챔피언스 리그에 대한 권리를 구입하였다.

## 주요 프로그램
- TG1(Telegiornale 1 텔레조르날레 우노[*]) - 뉴스 프로그램 (1952년 9월 10일 ~ 현재)
- 우노마티나(Unomattina) - 토크 쇼 (1986년 12월 22일 ~ 현재)
- 포르타 아 포르타(Porta a Porta) - 심야 토크쇼 프로그램 (1996년 1월 22일 ~ 현재)
- 운 메디코 인 파밀리아(Un medico in famiglia) - 드라마 (1998년 12월 6일 ~ 현재)
- 일 코미사리오 몬탈바노(Il commissario Montalbano) - 드라마 (1999년 5월 6일 ~ 현재)
- 돈 마테오(Don Matteo) - 드라마 (2000년 1월 7일 ~ 현재)
- 라 비타 인 디레타(La vita in diretta) - 토크 쇼 (2000년 ~ 현재)
- 운 파소 달 치엘로(Un passo dal cielo) - 드라마 (2011년 4월 10일 ~ 현재)
- 일 조바네 몬탈바노(Il giovane Montalbano) - 드라마 (2012년 2월 23일 ~ 현재)
- 도메니카 인(Domenica in) - 예능 (1976년 10월 3일 ~ 현재)
- Affari tuoi - 게임쇼 (2003년 10월 13일 ~ 현재)
- L’eredità - 게임쇼 (2002년 7월 29일 ~ 현재)
- Reazione a catena - L'intesa vincente - 게임쇼 (2007년 7월 2일 ~ 현재) 캐나다의 TQS에서 1986~1991년에 방송된 Action Réaction의 포맷을 따왔다.

## 같이 보기
- 이탈리아 방송 협회(RAI)
- Rai 2
- Rai 3